# Der Kuckuck
Der Kuckuck war eine von April 1929 bis zum Februar 1934 in Wien erscheinende Illustrierte der österreichischen Sozialdemokratie.

## Geschichte
Die Journalisten Siegfried Weyr und Julius Braunthal beschäftigten sich seit 1927 mit der Konzeption einer modernen Arbeiter-Illustrierten. Am 6. April erschien dann im sozialdemokratischen „Vorwärts-Verlag“ die erste Nummer des „Kuckuck“ in moderner, massentauglicher Aufmachung aber eindeutiger politischer Positionierung. Essays, Fortsetzungsromane, Bildreportagen und -collagen sollten die Leserschaft informieren, unterhalten und für die Anliegen der SDAP gewinnen. Auf 16 Seiten wurden wöchentlich Weltgeschehen und Politik, Kunst und Kultur, Wissenschaft, Technik und Sport abgehandelt. Die Artikel des „Kuckuck“ waren kurz, der Stil beinahe „reißerisch“, die „Linie“ kämpferisch antifaschistisch. Die Zeitschrift wies im zweiten Jahr ihres Bestehens etwa 200.000 Leser auf.
Der „Kuckuck“ war vor allem auf die Arbeiterschaft des „Roten Wien“ hin orientiert, erzielte aber kurz vor seinem 1933 erfolgten Verbot durch das NS-Regime auch Verkaufserfolge in Deutschland. Das Medium der Fotografie stand formal im Zentrum. Die Redaktion organisierte auch Wettbewerbe für Hobbyfotografen. Der ominöse fotografische Aufmacher des letzten erschienen „Kuckuck“ vom 11. Februar 1934 war ein Bild eines großen Leichenzugs durch den Karl-Marx-Hof zum Begräbnis eines sozialdemokratischen Parteifunktionärs. Am nächsten Tag begann der Bürgerkrieg.

## Mitarbeiter
- Hans Casparius (1900–1986), deutscher Fotograf und Filmregisseur
- Lucca Chmel (1911–1999), österreichische Fotografin
- Alfred Eisenstaedt (1898–1995), deutscher Fotograf
- Peter Eng (1892–1939), österreichischer Grafiker und Trickfilmer
- Max Ermers (1881–1950), österreichischer Kunsthistoriker
- Eduard Gaertner (1890–1966), österreichischer Grafiker
- Erich Grisar (1898–1955), deutscher Autor und Fotograf
- Albert Hahn (1894–1953), niederländischer Grafiker
- Albert Hilscher (1892–1964), österreichischer Fotograf
- Josef Hofbauer (1886–1948), österreichischer Journalist
- Martin Imboden (1893–1935), Schweizer Fotograf
- Alfred Käseberg[1] (1900–?), deutscher Sportfotograf
- Wilhelm Lichtenberg (1892–1960), österreichischer Schriftsteller und Schauspieler
- Hermynia zur Mühlen (1883–1951), österreichische Schriftstellerin
- Willy Riethof (eigtl. Peter W. Riethof, 1905–1994), österreichischer Fotograf und Filmregisseur
- Jura Soyfer (1912–1939), österreichischer Lyriker
- Arthur Stadler (1892–1937), österreichischer Grafiker
- Alexander Stern (1894–1970), österreichischer Fotograf und Journalist
- Edith Suschitzky (1908–1973), österreichische Fotografin
- Wolfgang Suschitzky (1912–2016), österreichischer Fotograf und Kameramann
- Walther Victor (1895–1971), deutscher Publizist
- Paul Wolff (1887–1951), deutscher Fotograf